# Hippasa
Genre
Hippasa est un genre d'araignées aranéomorphes de la famille des Lycosidae.

## Distribution
Les espèces de ce genre se rencontrent en Asie et en Afrique.

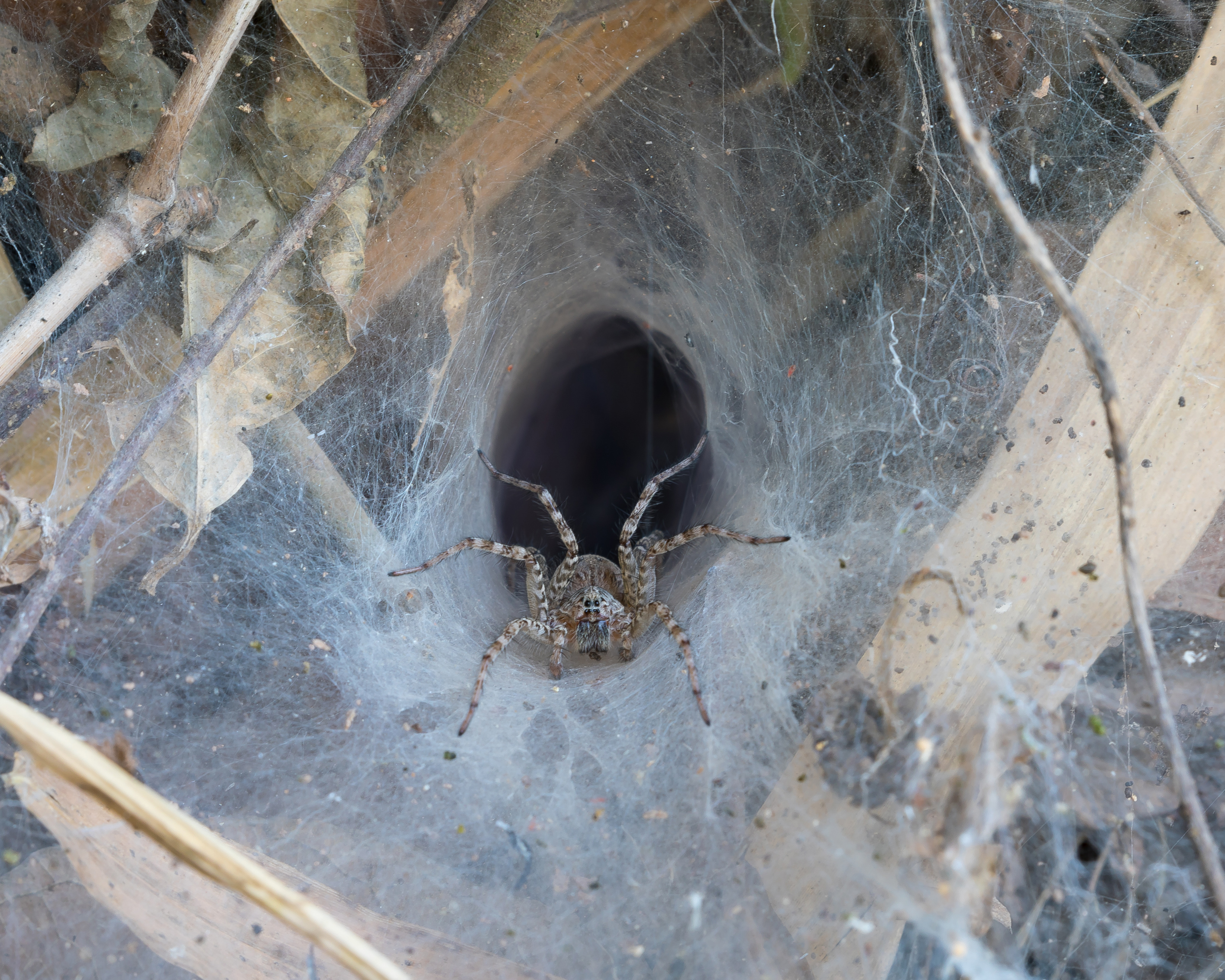
Hippasa holmerae dans sa toile en tube, vue à Don Som (Si Phan Don) au Laos en janvier 2019.

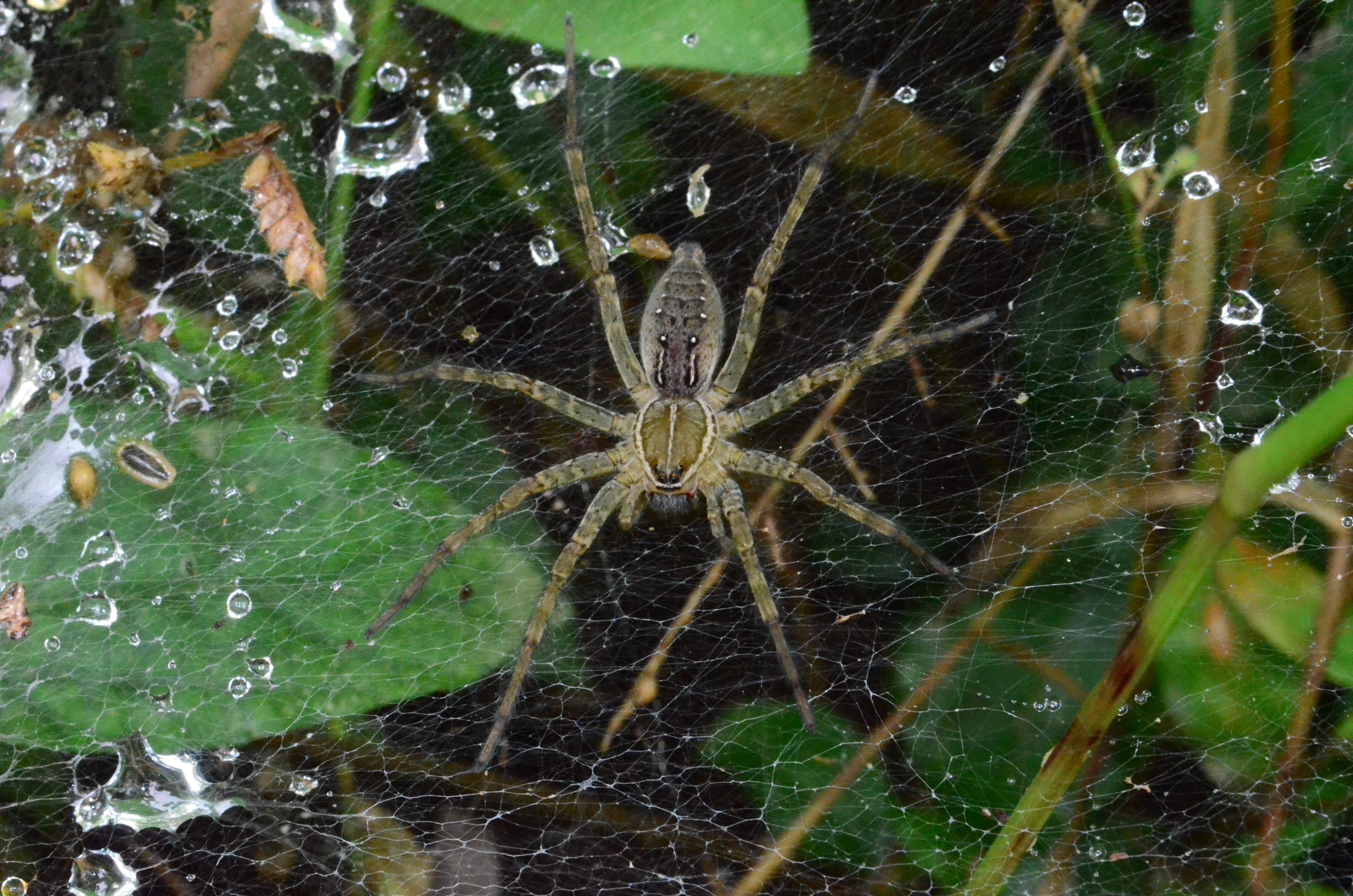
Hippasa

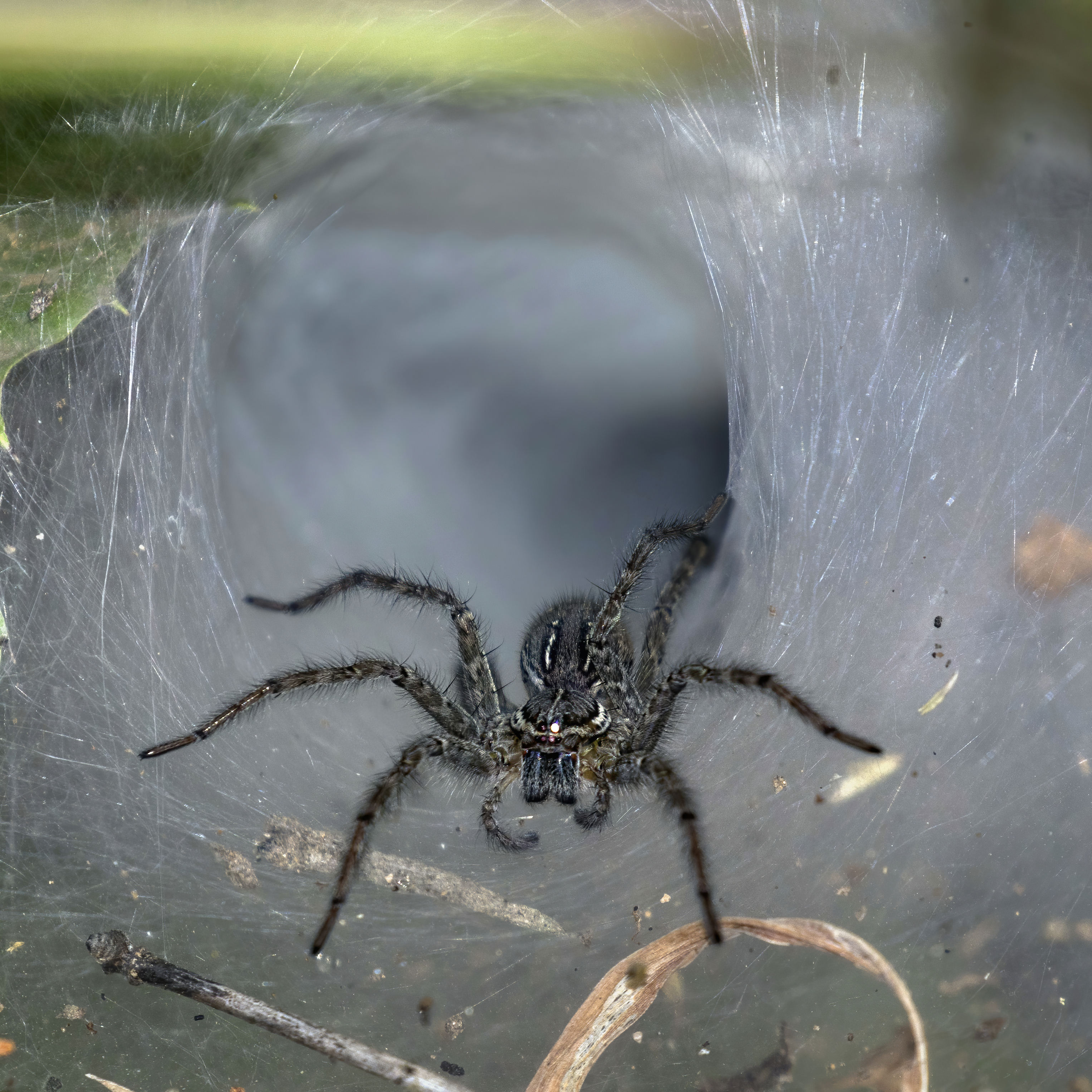
Hippasa

## Liste des espèces
Selon World Spider Catalog (version 25.5, 21/07/2024) :
- Hippasa affinis Lessert, 1933
- Hippasa agelenoides (Simon, 1884)
- Hippasa albopunctata Thorell, 1899
- Hippasa australis Lawrence, 1927
- Hippasa bifasciata Buchar, 1997
- Hippasa brechti Alderweireldt & Jocqué, 2005
- Hippasa decemnotata Simon, 1909
- Hippasa deserticola Simon, 1889
- Hippasa elienae Alderweireldt & Jocqué, 2005
- Hippasa flavicoma Caporiacco, 1935
- Hippasa funerea Lessert, 1925
- Hippasa himalayensis Gravely, 1924
- Hippasa holmerae Thorell, 1895
- Hippasa innesi Simon, 1889
- Hippasa lamtoensis Dresco, 1981
- Hippasa lingxianensis Yin & Wang, 1980
- Hippasa loundesi Gravely, 1924
- Hippasa lycosina Pocock, 1900
- Hippasa madraspatana Gravely, 1924
- Hippasa marginata Roewer, 1960
- Hippasa olivacea (Thorell, 1887)
- Hippasa pantherina Pocock, 1899
- Hippasa partita (O. Pickard-Cambridge, 1876)
- Hippasa simoni (Thorell, 1887)
- Hippasa valiveruensis Patel & Reddy, 1993

## Systématique et taxinomie
Ce genre a été décrit par Simon en 1885.
Son espèce type est Hippasa agelenoides.

## Publication originale
- Simon, 1885 : « Matériaux pour servir à la faune arachnologiques de l'Asie méridionale. II. Arachnides recueillis à Ramnad, district de Madura par M. l'abbé Fabre. » Bulletin de la Société zoologique de France, vol. 10, p. 26-39 (texte intégral).